# Station Starachowice Wschodnie
Station Starachowice Wsch. is een spoorwegstation in de Poolse plaats Starachowice.